# Теодор Фред Абель
Теодор Фред Абель (1896—1988) — американський соціолог, професор, відомий тим, що зібрав найбільший єдиний архів розповідей від першої особи людей, які приєдналися до націонал-соціалістичного руху Гітлера. Збірка автобіографій чоловіків була опублікована в 1938 році в книзі під назвою Чому Гітлер прийшов до влади. Автобіографії жінок відклали для публікації пізніше; ці записи були втрачені, а потім знову знайдені в архівах Інституту Гувера в Пало-Альто, після чого троє професорів Університету штату Флорида влаштували їх перепис, переклад і оцифрування. Цю колекцію розповідей нацистів від першої особи до початку Другої світової війни називають «паперами Теодора Абеля».

## Навчання та ранні роки
Теодор Абель народився в Лодзі, Російська імперія (російська частина Польщі) 24 листопада 1896 р. Він помер у м. Альбукерке, штат Нью-Мексико, 23 березня 1988 року
Після того, як Абель переїхав до Сполучених Штатів, він отримав ступінь магістра в 1925 році та докторську ступінь у 1929 році в Колумбійському університеті. Першою викладацькою посадою Абеля була посада доцента соціології в Університеті Іллінойсу в Урбана-Шампейн в 1925 році. У 1929 році Абель зайняв посаду доцента соціології в Колумбійському університеті.
У 1934 році Абель поїхав до Німеччини, щоб там спостерігати за організованим за його участю конкурсом автобіографій нацистів, результатом якого згодом стали документи, зібрані в Документах Теодора Абеля.
Абель залишився в Колумбійському університеті до 1950 року. У 1950 році він став професором соціології в Хантер-коледжі Міського університету Нью-Йорка, а в 1967 році вийшов на пенсію.

## Документи Теодора Абеля
У 1934 році, на посаді доцента соціології в Колумбійському університеті, Абель запропонував грошові премії за «найкращу історію особистого життя прибічника гітлерівського руху». Для участі в конкурсі допускалися лише ті, хто стали членами партії до 1 січня 1933 року.
Приблизно через рік після того, як Гітлер став канцлером, Теодор Абель хотів знати, що спонукало багатьох людей підтримати його. Після того, як Абель не зміг отримати згоду на співбесіду з приблизно 850 000 членів нацистської партії, йому в голову прийшла ідея фальшивого конкурсу, де він запропонував грошовий приз тому, хто напише найкрасивіший і найбіль детальний опис того, чому він приєднався до нацистської партії… У той час грошовий приз становив більше половини середньої місячної зарплати в Німеччині, і навіть Йозеф Геббельс, нацистський міністр пропаганди, публічно підтримав конкурс. Доповіді варіювалися від рукописних любовних листів до нацизму до 12-сторінкових свідчень, а учасники представляли різні верстви німецького суспільства, від солдатів і офіцерів СС до службовців, домогосподарок, дітей і шахтарів.
Серед повторюваних тем було сподівання на те, що Гітлер відновить порядок, а також недовіра до преси через те, що вона була нібито надкритичною щодо Гітлера та його ідей. Розповіді жінок особливо цікаві з огляду на історичний контекст німецьких жіночих рухів того часу.
Високоякісні середні школи для дівчат існували з 1870-х років, а німецькі університети були відкриті для жінок на початку 20 століття. Багато німецьких жінок стали вчительками, юристами, лікарями, журналістками та прозаїками. У 1919 році німецькі жінки отримали право голосу. До 1933 року жінки, яких було на мільйони більше, ніж чоловіків (у Берліні на кожні 1000 чоловіків припадало 1116 жінок), голосували приблизно в тому ж відсотковому відношенні, що й чоловіки, за кандидатів від Гітлера та націонал-соціалістів. (Уоррен, Майєр-Каткін, Штольцфус. «Чому жінки голосували за Гітлера?»).

## Опубліковані праці
Protestant Home Missions to Catholic Immigrants, Harper, 1933
Why Hitler Came Into Power, Prentice-Hall, 1938 (Editor)
Freedom and Control in Modern Society, Van Nostrand, 1954
Systematic Sociology in Germany, Octagon, 1966
The Nazi Movement, Atherton, 1967
The Foundation of Sociological Theory, Random House, 1970